# Jean Alespée
Jean Alespée est né à Paris en 1367. Il est fils de Pierre Alespée, avocat au Châtelet. La famille est probablement d’origine normande.

## Biographie
Licencié en droit civil et bachelier en droit canon, il fut nommé chanoine de Rouen en 1412. Le roi d’Angleterre Henri V le fit nommer également chanoine d’Évreux, de Bayeux, des Andelys et curé de Hautot le Valois. Ses armes étaient deux épées en sautoir.
En 1429, Jean Alespée, vicaire général de Rouen, était donc un dignitaire ecclésiastique de l’archevêché de Rouen, terre anglaise depuis 1418, lorsque débuta le procès de Jeanne d’Arc.
Il fit donc naturellement partie des juges. Homme réputé timide, il eut un rôle entièrement passif et vota comme son évêque Cauchon par discipline ecclésiastique : il adhéra pleinement, « craignant de paraître désobéissant, ce qu’à Dieu ne plaise », à l’avis des révérends pères et seigneurs qui, beaucoup mieux que lui, dit-il, avaient digéré la matière, se soumettant d’avance « à notre mère l’Université de Paris ainsi qu’à l’avis de la sainte Église et à celui du Concile Général ».
Les témoins du procès en réhabilitation de Jeanne d'Arc (dit procès en annulation) lui furent favorables.
C’est à lui que l’on attribue les paroles prononcées pendant la mort de Jeanne d’Arc : « Je voudrais que mon âme fût, où je crois qu’est l’âme de cette femme ! »
Après sa mort en 1434, le roi d’Angleterre Henri VI (officiellement roi de France et d'Angleterre selon les termes du traité de Troyes) voulut s’emparer de son héritage « parce que le plus proche héritier étoit absent et demouré hors de son obéissance ». Cependant, l’héritier resté fidèle à Charles VII finit par avoir gain de cause.

## Sources historiques
La source historique la plus complète sur Jean Alespée se trouve dans le précis analytique des travaux de l'Académie des Sciences, Belles-lettres et Arts de Rouen pendant l'année 1888-1890. Cité ci-après intégralement, dans la transcription de 1890 (particularités orthographiques incluses).
ALESPÉE (Jean), Adensem , né, vers 1367, d'une famille noble, originaire vraisemblablement de Normandie  ; licencié en droit civil, bachelier en droit canon. Il avait été trésorier de l'archevêché pendant la régale, 1407-1408 ; encore trésorier de l'archevêché sous Louis de Harcourt, 1412-1413 ; vicaire général du même prélat avec Nicolas de Venderès, 1415-1422.
A la vacance du siège par le décès de Louis de Harcourt, il remit entre les mains des chanoines le petit sceau d'argent de l'archevêché (19 octobre 1422). 
Il était chanoine de Rouen antérieurement à la domination anglaise, mais il n'est pas douteux qu'il se rallia, au parti anglais. 
Il fut, en effet et concurremment, chanoine d’Évreux, par lettres de nomination de Henri V, chanoine de Bayeux, chanoine de la collégiale d'Andely et curé de Hautot-le-Valois, bénéfice qui fut donné après lui à Guillaume Erart. 
On a quelque sujet de croire qu'il aimait les lettres. Le 17 avril 1420, il empruntait du Chapitre un ancien livre qui traitait de proprietatius herbarum. Le 20 octobre 1424, il était chargé par ses confrères d'aviser à la construction de la librairie de la cathédrale. 
Il était parvenu à sa soixante-septième année, lorsque, vers le I6 août 1434, il décéda à Rouen, chez Jean Marcel, après avoir été quelque temps malade en l'hôtel de Pierre Miget, prieur de Longueville. 
Ses biens montaient à 4,000 1. t. et plus, y compris les objets d'or et d'argent et les joyaux. On remarquait parmi les meubles de sa succession « un grant messel à l'usage de Paris ; un grant vieil bréviaire ; un petit bâptisement qui se commence Exorcismus salis ; une vie des sains ; ung greel ; ung antiphonier ; la lecture de Innocent sur le Décret ; le roman Lancelot du Lac ; un roulle en parchemin, de la Génération de France, qui se commence : de tous nobles; un livre de Remedio amoris, glosé ; de vieilles chroniques en français ; un collacionnaire ; un livre de rhétorique; un obituaire ; un papier touchant plusieurs décisions notables sur le droit canon ; un livre à Mino d'Estouteville, et un signet d'or aux armes du défunt, à un angle. » 
Lié avec la famille d'Estouteville comme le prouve cette citation, il l'était aussi avec une famille non moins distinguée, les Mallet de Graville. 
Il paraît avoir eu pour intime ami Nicolas de Venderès, qui avait été pendant plusieurs années son collègue, comme vicaire général de Louis d'Harcourt. 
Lorsque Venderès fut nommé par la majorité du Chapitre à l'archevêché de Rouen, Alespée prêta à son ami 14 marcs d'argent pour l'aider « à poursuivre en cour de Rome le fait de son élection ». Cette somme fut dépensée en pure perte, parce que le gouvernement anglais se mit d'accord avec le pape pour la nomination de Mgr Jean de la Rochetaillée à l'archevêché. Elle n'avait pas encore été remboursée au moment du décès d'Alespée. 
Ce dernier étant mort sans faire de dispositions testamentaires, Venderès offrit au Chapitre, propter amorem naturalem quem habuit ad personam ejus, d'avancer l'argent nécessaire à la célébration d'un premier service, à condition toutefois qu'il lui en serait tenu compte sur les biens de la succession. 
Cette succession donna lieu à un long procès. D'abord le roi d'Angleterre y prétendit droit, « parce que le plus proche héritier estoit absent et demouré hors de son obéissance », ce qui veut dire qu'il était du parti de la France ou de Charles VII. Cette prétention fut abandonnée. Mais les difficultés furent plus grandes entre le Chapitre et l'archevêque qui réclamaient, l'un et l'autre, droit de juridiction pour connaître du règlement de la succession. Le procès fut porté au Concile de Bâle. Il se termina par le désistement de Guillaume Erart, vicaire général de l'archevêque Hugues d'Orges. Le 24 mars 1435, Erart déclara au Chapitre qu'il n'avait eu intention d'attenter en rien aux privilèges du Chapitre, mais qu'il avait seulement voulu maintenir intacts les droits de l'archevêque ; il demanda pardon en affirmant qu'il renonçait à l'appel au Concile . 
Jean Alespée avait un frère, appelé Jean comme lui, lequel était, en 1420, hospitalier de Saint-Jean-de-Jèrusalem et commandeur de l'hôtel de Campigny en la vicomte de Pont-Audemer, deux sœurs, l'une du nom de Sedille et l'autre du nom de Gillette, et un neveu Hector Alespée, le même, je crois, que cet Hector Alespée qu'il avait nommé, le 23 juin 1428, à une des chapelles de la cathédrale. 
Jean Alespée avait un autre frère, Gilles Alespée, qui fut vicomte de Gournay et de la Ferté en Bray  puis vicomte de Caen . C'est lui cet héritier que voulut spolier le roi d'Angleterre.
Les armes de cette famille étaient deux épées en sautoir. On les voit représentées sur un signet au-dessous du sceau de l'officialité, appendu à un acte de 1419. 
Alespée siégea dix fois au procès de Jeanne d'Arc. Il eut part aux deux sentences d'hérésie et de relapse.  
Les témoins qui furent entendus au procès de réhabilitation lui ont été, en général, favorables.
Deux d'entre eux déclarèrent qu'après l'exécution Alespée avait dit : « Je voudrais que mon âme fut où je crois qu'est l'âme de cette femme ».

## Blason
Les armes de Jean Alespée, 2 épées en sautoir, figurent sur un signet appendu au sceau de l'officialité de Rouen au bas d'un acte de 1419.

Blason de Jean Alespée
Sceau de Jean Alespée

Les couleurs utilisées ici pour le blason ne sont pas attestées.